# Риверленд (биосферный резерват)
Риверлэнд — биосферный резерват на территории штата Южная Австралия, Австралия. Резерват был создан в 1977 году и носил название Букмарк.

## Физико-географическая характеристика
Биосферный резерват Риверлэнд, как это ясно из названия, находится в регионе Риверлэнд. Поначалу резерват носил название Букмарк, которое произошло от слова пукумако (Pukumako), которое на языке аборигенов означало «flint stone axe» или «sandstone grit hole».
Основным ландшафтом являются затопляемые пойменные луга реки Муррей, водно-болотные угодья, озёра и другие водные ресурсы. В естественных условиях многие водоёмы сезонно пересыхали, но в XX веке в связи с большым количеством плотин уровень в реках существенно поднялся. Реки стали судоходными, кроме того их вода используется для ирригации.
Климат местности очень заслушливый, сильные дожди бывают редко. Температура воздуха зимой может колебаться от 2 °C до 16 °C. Летом дневная температура часто превышает 40 °C.

## Флора и фауна

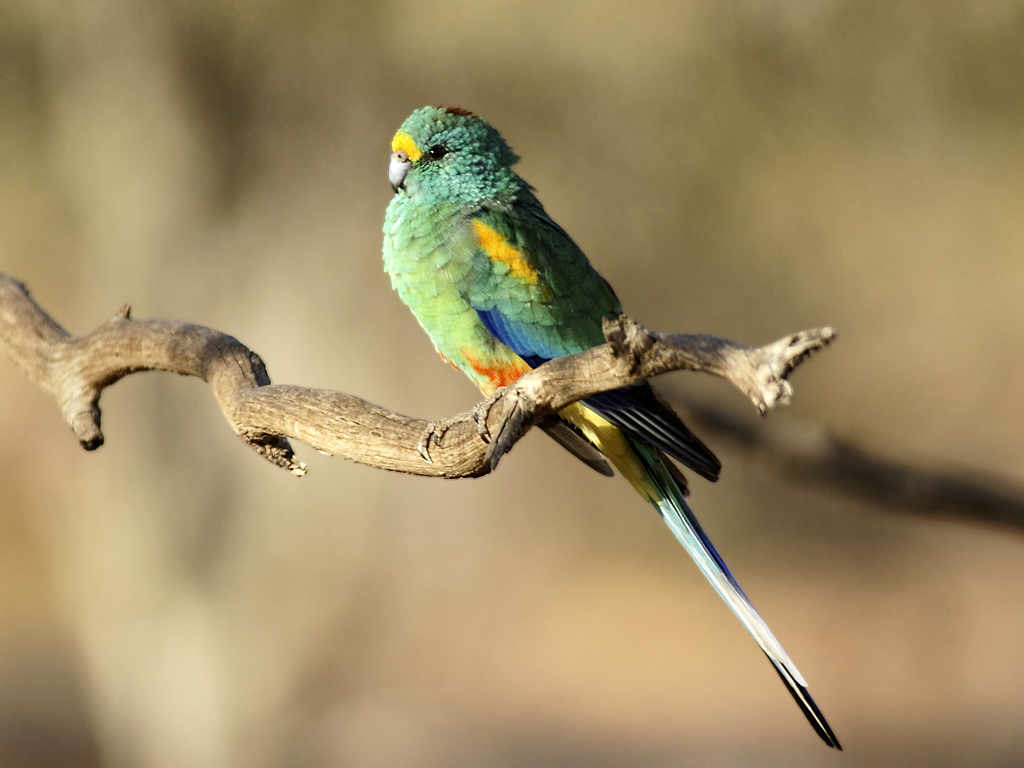

На территории резервата расположены остатки немногих древних эвкалиптовых растений, носящих название «mallee». Зарегистрировано 843 вида растений, многие из которых находятся под угрозой уничтожения или являются эндемиками данной местности. Растительный мир приспосабливается к условиям местности: уменьшена площадь листьев, расположение листьев вертикальное, а цвет обычно сине-серый.
Зарегистрировано более 275 видов птиц, 79 видов рептилий и амфибий. В реке водятся черепахи, рыбы и моллюски. К редким видам относятся Manorina melanotis, глазчатая курица (Leipoa ocellata), австралийская авдотка (Burhinus grallarius) и Litoria ramiformis.

## Охрана территории
Вдоль реки в непосредственной близости от резервата расположены такие города как Renmark, Paringa, Berri and Barmera. В них проживает более 17 тысяч человек (по данным 2003 года). Основу экономики составляет садоводство, в особенности виноделие. Менеджмент резервата координирует проекты, связанные с развитием ирригационной системы и сохранением растительного разнообразия. В прошлом, в регионе была экстенсивная вырубка леса, а также использование территории в качестве овечьих пастбищ. В 2003 году резерват посетило 216 тысяч местных и около 5 тысяч международных туристов. Популярность экотуризма продолжает расти.
Территория в 2428 км² около города Renmark принадлежит правительству Австралийского Содружества. На территории находятся две исследовательские станции: Calperum Station и Taylorville Station. Управление станциями находится в руках частных организаций. Calperum Station управляется с 1993 года Чикагским зоологическим сообществом, а Taylorville Station с 2000 года управляется трестом Australian Landscape Trust.